# Страхова, Ирина Борисовна
Ири́на Бори́совна Стра́хова (род. 4 марта 1959, Новосибирск) — российская легкоатлетка, чемпионка мира в ходьбе на 10 километров. Заслуженный мастер спорта СССР (1989).

## Биография
Ирина Страхова родилась 4 марта 1959 года в городе Новосибирске. В 1981 году окончила Новосибирский государственный университет (специальность — «экономическая кибернетика»).
Лёгкой атлетикой начала заниматься в девятом классе, в 1975 году. Несколько лет тренировалась у Виктора Ивановича Швецова, а затем бросила занятия. Спустя пару лет она встретила на автобусной остановке своего бывшего тренера, который уговорил Страхову вновь попробовать себя в спорте.
На чемпионате мира 1987 года Ирина выиграла золотую медаль. На следующем чемпионате Страхова стала четвёртой.
Дважды становилась обладателем медалей на Кубках мира по ходьбе — в 1987 году она стала серебряным призёром, а в 1991 выиграла золото.

## Личная жизнь
После окончания школы поступила в вуз, вышла замуж и родила дочь Стасю.